# Sindrome degli occhi di gatto
La sindrome degli occhi di gatto o sindrome di Schmid-Fraccaro è una rara malattia genetica caratterizzata da trisomia o tetrasomia del braccio corto (p) e di una piccola parte del braccio lungo (q) del cromosoma 22. È così chiamata per la presenza del coloboma verticale negli occhi di alcuni pazienti. Tuttavia, più della metà dei soggetti affetti dalla sindrome non presenta questo tratto caratteristico.
Non è stata rilevata una riduzione significativa dell'aspettativa di vita nei pazienti che non manifestano malformazioni potenzialmente fatali.

## Storia
Le malformazioni comuni alla sindrome degli occhi di gatto furono catalogate per la prima volta nel 1898.
Nel 1965 la sindrome venne associata ad un piccolo cromosoma marcatore. Inizialmente si discusse la possibilità del coinvolgimento del cromosoma 13, mentre oggi si ritiene che la sindrome degli occhi di gatto sia dovuta alla presenza della trisomia sul cromosoma 22 (Regione q11.2).

## Epidemiologia
La sindrome degli occhi del gatto è una malattia congenita dovuta alla mutazione nel materiale genetico. La modalità di trasmissione è autosomica dominante. L'incidenza della condizione è di 1,35 casi ogni 100 000 persone. Nel 2009, sono stati descritti 105 casi.

## Genetica
Di solito la trisomia sul cromosoma 22 si verifica spontaneamente. Può essere ereditaria e i genitori possono essere affetti da mosaicismo sul cromosoma marcatore senza mostrare fenotipi patologici della sindrome.

## Caratteristiche
- Atresia anale,

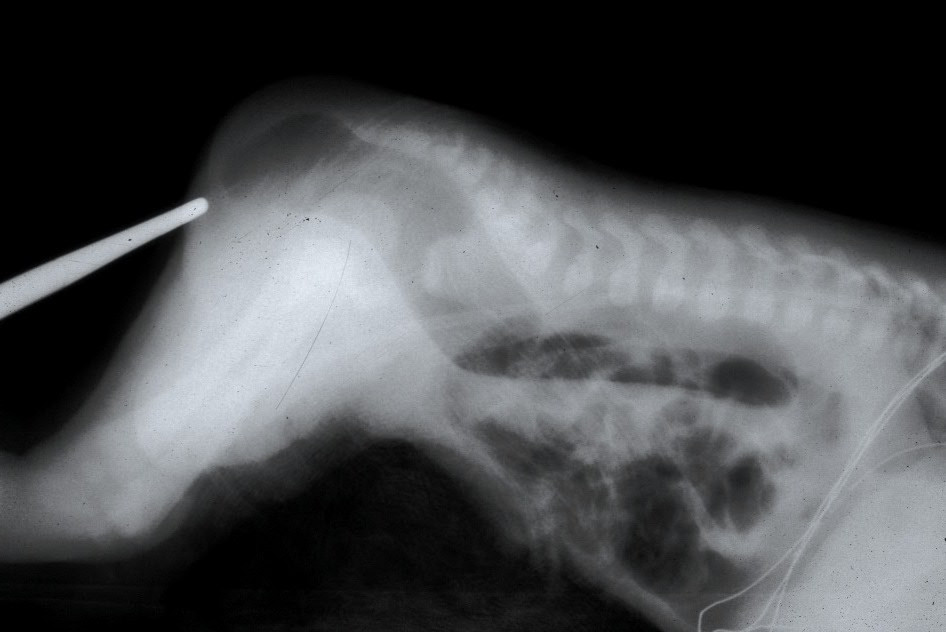
Radiografia dove si mostra un piccolo paziente con atresia anale.

- coloboma unilaterale o bilaterale dell'iride,
- rime palpebrali rivolte verso il basso,
- fistole preauricolari,
- problemi cardiaci (come il ritorno venoso anomalo polmonare),
- problemi a livello dei reni (assenti, in più o sottosviluppati),
- bassa statura,
- scoliosi o problemi allo scheletro,
- disabilità mentale (assente in molti pazienti, lieve nella maggior parte dei soggetti, moderata o grave in pochi casi),
- micrognazia,
- ernie,
- palatoschisi.

Malformazioni più rare possono interessare quasi tutti gli organi.